# Puerta Morava

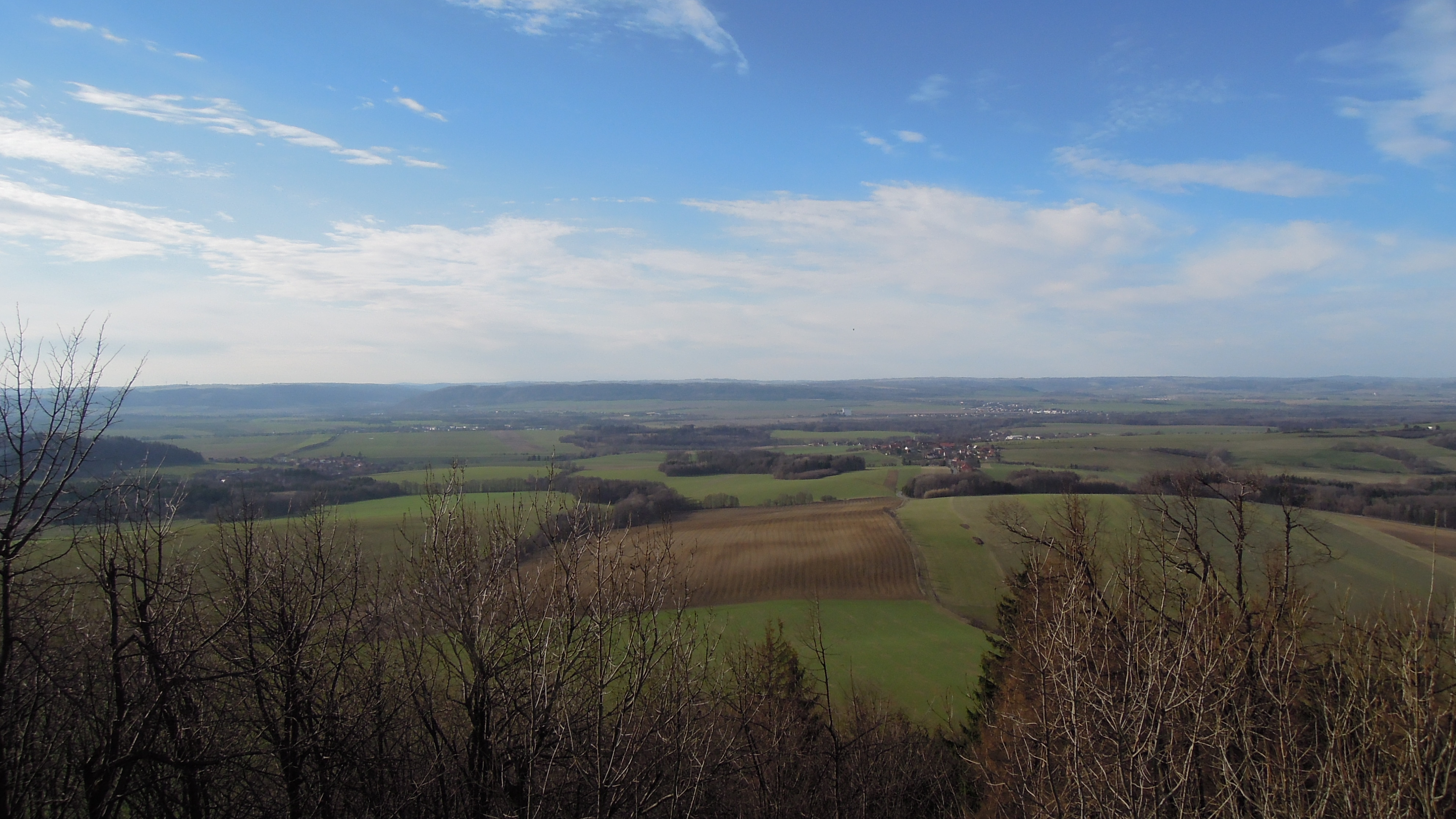

La Puerta Morava (en checo: Moravská brána; en polaco: Brama Morawska; en alemán: Mährische Pforte; en eslovaco: Moravská brána) es un accidente geomorfológico en la región de Moravia, en la República Checa. Está formada por la depresión entre los Cárpatos en el este y los Sudetes en el oeste. La cuenca hidrográfica entre el curso superior del río Oder y el mar Báltico en el norte y el río Bečva de la cuenca del Danubio lo atraviesa.
Se extiende desde Moravia hacia la Silesia Checa en dirección noreste en la longitud de alrededor de 65 km y está rodeada por la confluencia del río Olza y el Odra en el norte. Su cresta se ubica entre los pueblos de Olšovec y Bělotín a 310 metros.
La Puerta Morava ha sido un paso natural entre los Sudetes y los Cárpatos desde la antigüedad. Por aquí pasan las más importantes rutas comerciales desde la Europa meridional hasta el mar Báltico, como la Ruta del ámbar y también rutas desde los Países Checos a la Silesia Superior y Pequeña Polonia. Hoy la autopista D1 lleva desde la capital morava Brno a Ostrava, el centro de la Región de Moravia-Silesia. Más al norte la carretera alcanza la frontera con Polonia cerca de la ciudad de Wodzisław Śląski. El Ferrocarril septentrional de Austria construido en 1847 desde Viena a Bohumín también atraviesa la Puerta Morava.